# Theriella galianoae
Theriella galianoae là một loài nhện trong họ Salticidae.
Loài này thuộc chi Theriella. Theriella galianoae được Braul & Lise miêu tả năm 1996.